# Montaure
Montaure település Franciaországban, Eure megyében. Lakosainak száma 1038 fő (2018. január 1.). Montaure Crasville, La Haye-Malherbe, Incarville, Louviers és Tostes községekkel határos.

## Népesség
A település népességének változása:
| Lakosok száma | 1062 | 1071 | 1534 | 1042 | 1038 |
|               | 2013 | 2015 | 2016 | 2017 | 2018 |